# Charles Samson
Pour les articles homonymes, voir Samson (homonymie).
Charles Samson, né le 20 février 1859 à Grasse et mort le 9 mars 1913 à Marseille, est un auteur dramatique et écrivain français.

## Biographie
Sociétaire définitif de la Sacem le 12 juillet 1884, il est l'auteur d'une trentaine de pièces de boulevard de la fin du XIXe siècle et du début du XXe.
Le 12 janvier 1899, Jules Verne donne l'autorisation à Charles Samson et Georges Maurens de monter son roman L'Archipel en feu au théâtre. Alexandre Fontanes accepte de faire monter la pièce au Théâtre du Châtelet qu'il dirige mais le projet ne verra jamais le jour.
Par ailleurs il apparait en 1911 comme acteur dans le film Un monsieur qui a un tic d'Albert Capellani dont il est, avec Félix Galipaux, auteur, en 1883, du monologue.

## Œuvres
- 1870 : Deux épaves, saynète bouffe, avec Félix Galipaux
- 1880 : Déception !, scène comique en vers
- 1881 : Douleur !, duo lacrymatoire, avec Félix Galipaux, Théâtre de la Gaîté, 1er mai
- 1883 : Le Bain, monologue
- 1883 : Un monsieur qui a un tic, monologue en prose dit par Félix Galipaux
- 1883 : Divorcés !, avec Lucien Cressonnois
- 1884 : Les Fous, poésie comique, Ollendorff
- 1886 : Hamlet, drame en vers, en 5 actes et 11 tableaux, d'après William Shakespeare, avec Lucien Cressonnois, Théâtre de la Porte-Saint-Martin, 27 février[4]
- 1887 : Ma bonne, comédie en 1 acte, avec Félix Galipaux
- 1887 : Scènes de la vie de théâtre, Florival et Cie
- 1890 : Marie Stuart, drame en cinq actes et huit tableaux, avec Lucien Cressonnois, musique de Paul Cressonnois, Théâtre du Château-d'Eau, 8 octobre[5]
- 1893 : Une page d'amour, spectacle d'après le roman d'Émile Zola, Odéon-Théâtre de l'Europe, 11 mars
- 1893 : Le crime de Jean Morel, avec Lucien Cressonnois, spectacle, théâtre de l'Ambigu-Comique, 2 juin
- 1895 : Louis XVII, énigme historique, avec Paul Ginisty
- 1897 : Richelieu, drame en 5 actes et 9 tableaux d'après Bulwer-Lytton
- 1897 : Sonnet à Ophélie, avec Lucien Cressonnois, musique de Georges Marty
- 1899 : Mamzelle Bon coeur, spectacle, théâtre de l'Ambigu, 21 octobre
- 1901 : Printemps parisien, fantaisie en vers dite par Henry Mayer
- 1901 : L'Homme, fantaisie en vers, dite par Marianne Chassaing
- 1909 : Miss Cravache, opérette en 3 actes, avec Georges Maurens, musique de Léo Pouget
- 1909 : Le Postiche ou le Coup de Corne, opérette en 1 acte, musique de Léo Pouget